# Chlamys islandica
Chlamys islandica is een tweekleppigensoort uit de familie van de Pectinidae. De wetenschappelijke naam van de soort werd in 1776 voor het eerst geldig gepubliceerd door Otto Friedrich Müller.

## Beschrijving
De Chlamys islandica is zeer variabel van kleur en kan een grootte van 14 cm bereiken. De schelp heeft 50 tot 132 fijne ribben en is 60 tot 116 mm lang. De ribben worden gekruist door concentrische groeilijnen; op de kruispunten kunnen fijne schubben zitten. De oppervlakken van de kleppen worden vaak bevolkt door zeepokken van het geslacht Balanus. 
De soort wordt sinds 1985 intensief commercieel bevist in Noorwegen en sinds 1969 in IJsland. In 1986 werd het maximum op 12.700 ton in IJsland aangevoerd. Het jaarlijkse vangstniveau stabiliseerde zich later op ongeveer 8.000 tot 9.000 ton. Sinds 2000 zijn de niveaus echter sterk gedaald. In 2003 bedroeg de aangevoerde hoeveelheid slechts 800 ton. De daling is echter niet te wijten aan overbevissing, aangezien de grootste daling zich voordeed in een gebied waar helemaal niet op deze soort werd gevist. De oorzaken zijn te vinden in de constant stijgende zeetemperaturen.

Rechter klep
Linker klep

## Verspreiding
De Chlamys islandica komt voor aan beide zijden van de noord-Atlantische Oceaan. In het noordwesten strekt het zich uit van Groenland tot Massachusetts en in het noordoosten van Noorwegen en IJsland tot de Faeröer. Zijn schelp kan verder naar het zuiden worden gevonden, inclusief de Britse Eilanden, als subfossiele overblijfselen. Deze soort hecht zich vast aan harde oppervlakken zoals rotsen en is te vinden vanaf het intergetijdengebied tot een diepte van 200 meter.